# الدوري الجنوبي لكرة القدم 1961–62
الدوري الجنوبي لكرة القدم 1961–62 (بالإنجليزية: 1961–62 Southern Football League)‏ هو موسم من الدوري الجنوبي الممتاز. فاز فيه أكسفورد يونايتد.